# Almonte (Ontario)
Almonte (pronunciat "AL-mont") és una vila situada a Ontario, Canadà, concretament al Lanark County. Abans era un municipi independent, però ara Almonte és part de Mississippi Mills, que fou creat l'1 de gener del 1998 fusionant Almonte amb els pobles de Ramsay i Pakenham. Almonte està localitzat a 46 km d'Ottawa. Té una població d'aproximadament 5,000 persones.